# محله دیستیلری
محله دیستیلری (انگلیسی: Distillery District) یک منطقه تجاری و مسکونی در تورنتو، انتاریو، کانادا، شرق مرکز شهر تورنتو، که شامل کافه‌ها، رستوران‌ها و مغازه‌های متعددی است که در ساختمان‌های میراثی کارخانه تقطیر گودرهام و ورتس سابق واقع شده‌اند. منطقه ۱۳ هکتاری شامل بیش از چهل ساختمان میراث فرهنگی و ده خیابان است و بزرگترین مجموعه معماری صنعتی دوره ویکتوریا در آمریکای شمالی است.